# بیرگز
بیرگز (به لاتین: Birgez) یک منطقه مسکونی در جمهوری آذربایجان است که در شهرستان گوی‌گول واقع شده است.